# Luftkrieg – Die Naturgeschichte der Zerstörung
Luftkrieg – Die Naturgeschichte der Zerstörung (internationaler Titel: The Natural History of Destruction) ist ein aus Archivaufnahmen montierter Dokumentarfilm von Sergei Loznitsa, der den Luftkrieg im Zweiten Weltkrieg und die Flächenbombardierung thematisiert. In der Kritik wurde er wegen seiner Gleichsetzung der Kriegsparteien teils kontrovers aufgenommen.

## Produktion
Der Film ist von W. G. Sebalds Luftkrieg und Literatur inspiriert und auch nach diesem Werk benannt. Er enthält keinen eigenen Text, nur Ausschnitte von Reden von Bernard Montgomery,  Winston Churchill, Arthur Harris und Joseph Goebbels. Loznitsa erklärte in einem Interview, er habe sich auf die Kriegsparteien Deutschland und Großbritannien konzentrieren wollen.
Der Film wurde von LOOKSfilm (Deutschland), Atoms & Void (Niederlande) und Studio Uljana Kim (Litauen) in Koproduktion hergestellt.

## Inhalt
Der Film beginnt mit friedlichen Szenen aus den Bergen bis zur Küste NS-Deutschlands. Es folgen Aufnahmen eines Zeppelins, dann dunkle Bilder, die aus der Luft aufgenommen sind und das nächtliche Abwerfen von Bomben zeigen. In der nächsten Szene werden die Folgen am Boden gezeigt: Löscharbeiten, zerstörte Gebäude und Fahrzeuge, ausgebombte und verletzte Menschen und Leichen.
Darauf folgt eine Montage von Szenen in der Rüstungsindustrie und bei der Herstellung von Kampfflugzeugen. General Montgomery hält bei einem Besuch in einer Flugzeugwerft eine Rede, in einem anderen Werk findet ein Sinfoniekonzert unter einer KdF-Fahne statt. In einer langen Sequenz wird das Beladen der Bomber mit Munition und das Abheben verschiedener Geschwader gezeigt. Dazu hört man einen Ausschnitt einer Rede von Churchill. Die folgenden Szenen zeigen den Luftkrieg aus den Flugzeugen heraus: zahlreiche Aufnahmen von Schüssen der Flugabwehrkanonen und der Flugzeuge, Abschüsse und die Flächenbombardements.
Darauf folgen wieder Aufnahmen aus den zerstörten Städten, von den dort lebenden Menschen und den Aufräumarbeiten. Hochrangige Offiziere fahren durch die Städte und lassen sich die Situation zeigen. In einem kurzen Ausschnitt droht Arthur Harris Nazi-Deutschland mit weiteren Bombardierungen, Goebbels kündigt in einer Rede Gegenterror für die Angriffe an. Währenddessen und danach werden weitere Szenen aus den getroffenen Städten gezeigt. Der Film endet mit aus der Luft aufgenommenen Szenen der bis auf Ruinen zerstörten Städte und Landschaften.

## Veröffentlichung
Die Uraufführung fand im Mai 2022 bei den Filmfestspielen von Cannes statt, wo er außerhalb des Wettbewerbs gezeigt wurde. Der Kinostart in Deutschland folgte am 16. März 2023.

## Rezeption

### Filmkritik
Die Kritik stellte überwiegend fest, dass es Losnitza mit dem Film darum gehe, die Leiden der Zivilbevölkerung im Luftkrieg darzustellen und deren Rechtfertigung zu hinterfragen.
Jessica Kiang schrieb in der amerikanischen Variety, der Film sei „frustrierend vieldeutig, eine eigenartig hehre Distanz zu den Schrecken der zivilen Kriegserfahrung wahrend.“ Es gebe allerdings nur einige kurze, interessante Momente. Auch anderer Kritiker fanden den Film „teilweise quälend repititiv“ und bezweifelten, dass genug Interessantes ausgesagt werde.
Christian Berndt merkte sich im Deutschlandfunk Kultur an, dass der Film vor allem die Zerstörung deutscher Städte zeige, und nur wenige englische, obwohl es weitere Beispiele für Angriffsziele der Deutschen gebe. Insgesamt würde der Film der NS-Staat mit den Alliierten gleichsetzen. Durch die Dramaturgie lasse der Film letztendlich „ein irritierend schiefes Bild des Krieges entstehen, in dem die Opfer des NS-Terrors eine Leerstelle bleiben“. In einem Gegenkultur-Magazin meinte ein Kritiker, der Film würde „alle Elemente des deutschen Opferkults“ ausbreiten und wunderte sich über ausbleibende antifaschistische Aktionen. Jessica Kiang hielt das Zeigen der Opfer in England für unnötig, schließlich gehe es in W. G. Sebalds Essay um den Umgang mit den Bombardierungen in Deutschland. Ein anderer Kritiker meinte, gerade durch die Umkehr der üblichen Sympathie gelinge es Losnitza, den Luftkrieg als universelles Grauen darzustellen.
Die Kritik lobte die Dramaturgie der Bilder und ihre Qualität. Durch den Schnitt sei es unmöglich, genau zu wissen, ob es sich um Aufnahmen aus Köln oder London handele.

### Preise und Nominierungen
Der Film gewann beim 58. Chicago International Film Festival den Silbernen Hugo in der Kategorie „Bester internationaler Dokumentarfilm“. Er war außerdem für weitere Preise nominiert:
- Preis der deutschen Filmkritik 2023 (als bester Dokumentarfilm)[12]
- Silberner Kranich 2023[13]
  - Bestes Sounddesign (Vladimir Golovnitski)
  - Beste Minderkeits-Koproduktion
  - Beste Schnittregie (Danielius Kokanauskis)